# Sven Erixson

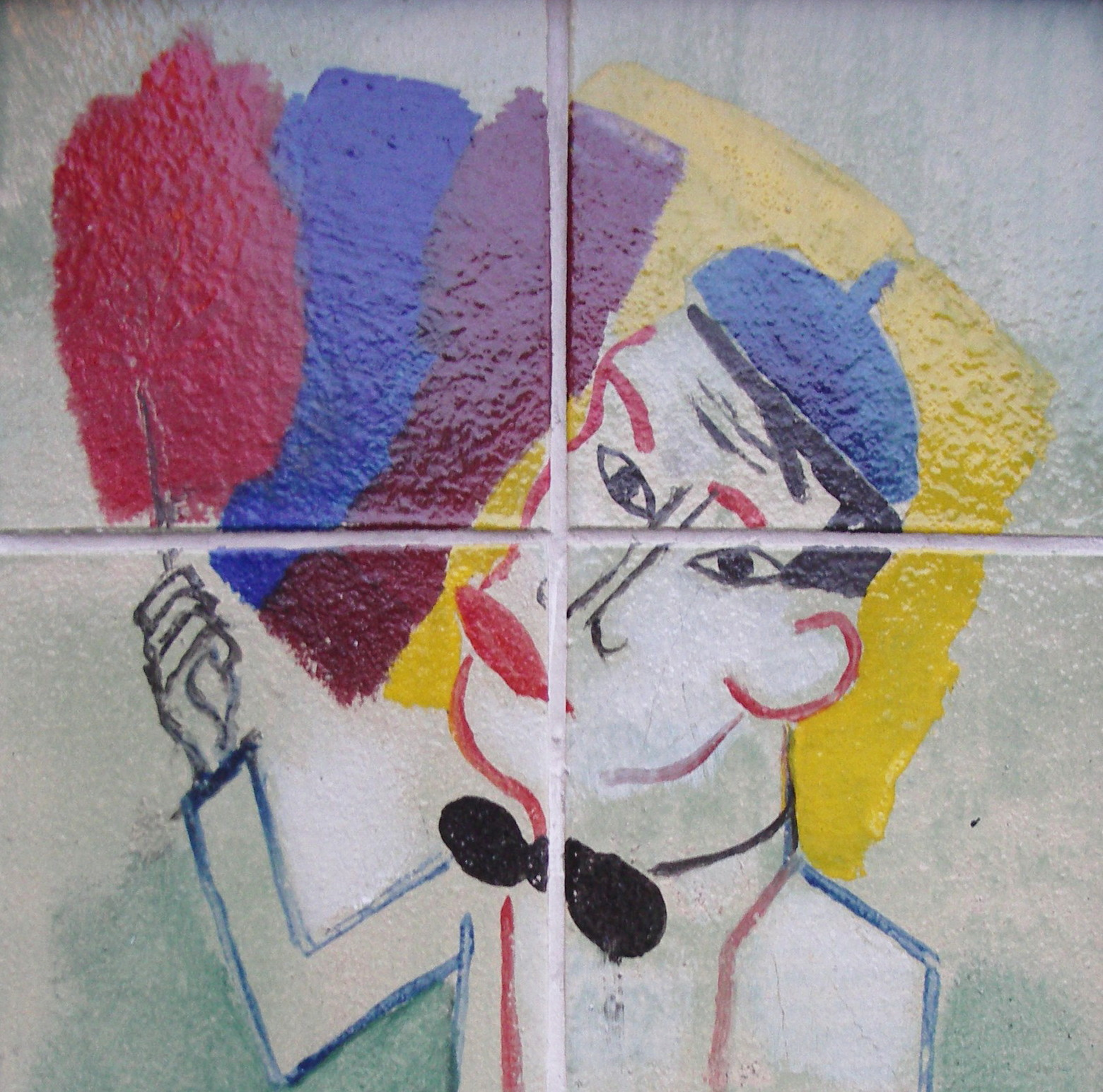
Retrato de Sven Erixson, por Acke Oldenburg.

Sven Erixson (Tumba, 23 de novembro de 1899 – Saltsjöbaden, 17 de maio de 1970) foi um pintor expressionista sueco.

## Obras
- Liv-död-liv (fresco exposto na Capela Heliga korset no Skogskyrkogården em Estocolmo).[carece de fontes?]

## Galeria

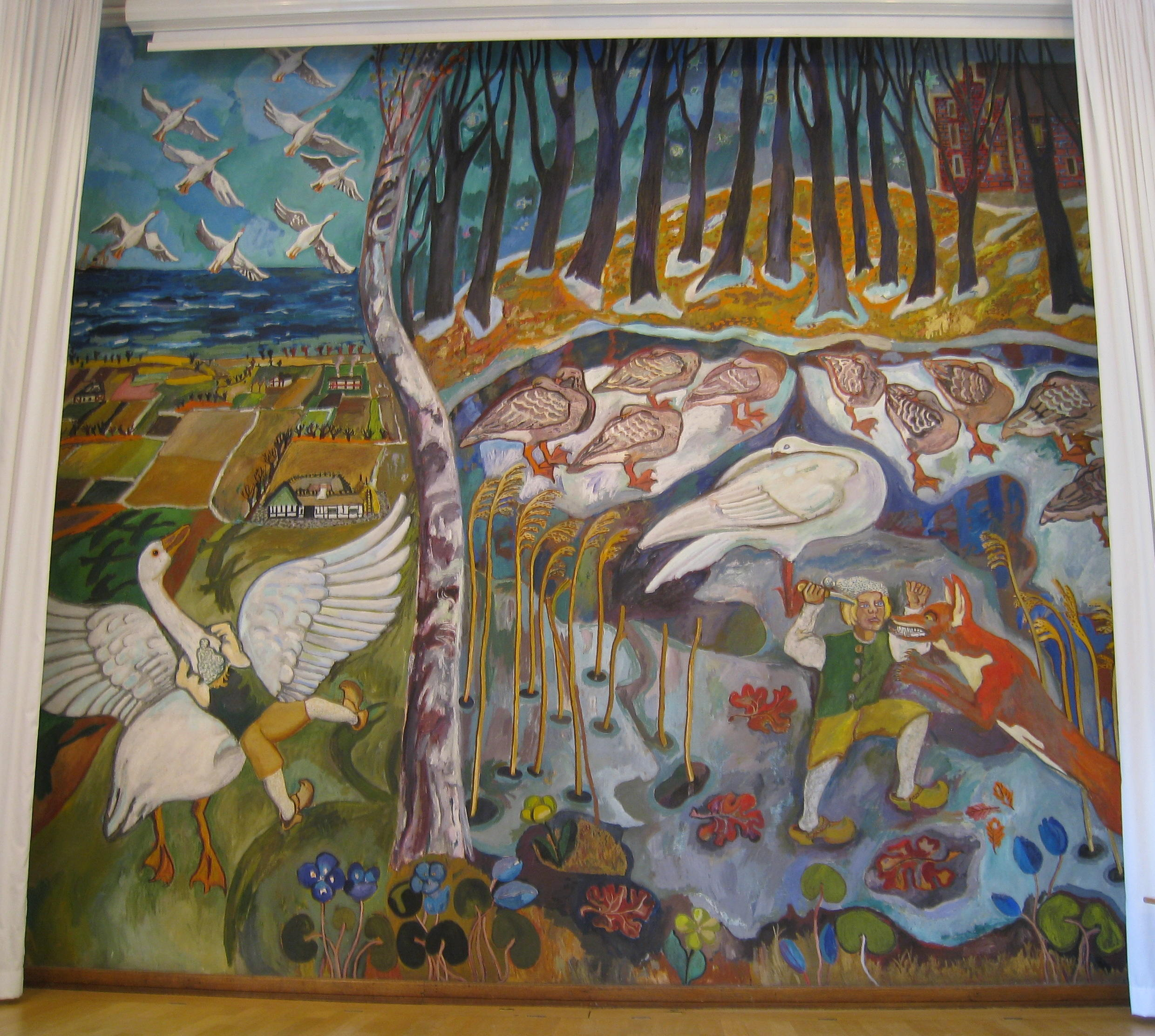
Nils Holgersson
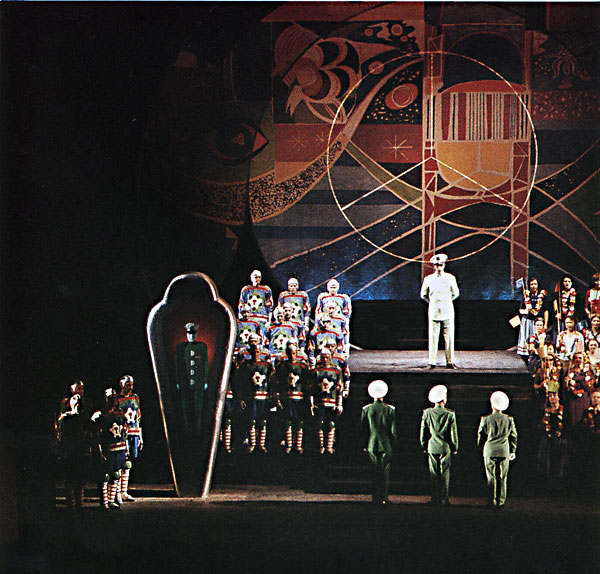
Cenário de fundo, na peça Aniara